# Skalpiranje
Skalpiranje /od engl. scalp, koža s kosom glave; otuda skalpiranje skinuti kožu s kosom s glave/ čin je skidanja kože s kosom s glave neprijatelja kao ratnog trofeja koji su uzimali razni narod širom svijeta. Ovaj običaj bilježi još Herodot 440 prije Krista kod starih Skita i Amijan Marcelin kod Alana, skitskog plemena od kojeg potječu današnji Oseti, a bilo ga je i kod starih Gala.
Ovaj običaj poznat je bio i kod raznih drugih naroda u Europi, Aziji i Sjevernoj i Južnoj Americi. Naga plemena iz Assama također su vršili ove običaje i imali za to poseban nož za skalpiranje, a bilo ga je i kod Ostjaka, Samojeda i Vogula.
Najpoznatiji narodi uz koje se veže običaji skalpiranja su razna indijanska plemena u Sjevernoj Americi, ali bilo ga je i u južnoj Americi na Chacu kod plemena Ashluslay, Toba, Pilagá, Mocoví, Abipón i Mbayá, te u Gvajanama kod Kariba, i plemena Arára do Pará s donjeg toka rijeke Xingu. Chaco plemena Toba i Ashluslay skalpove su držali razapete na drvenim okvirima. kada bi se ratnici vratili u selo sa skalpovima priređivali su se festivali maskiranih plesača koji bi trčali i skakali oko motkiju s kojih su visili skalpovi.
U Sjevernoj Americi prije kontakta ovaj običaj zabilježili su prvi Europljani kod Hurona, Muskogeeja, Irokeza i Čičimeka, a kod nekih plemena je možda uvezen iz Europe.